# Catastega
Catastega es un género de polillas tortrícidas perteneciente a la tribu Eucosmini, de la subfamilia Olethreutinae, orden Lepidoptera. Fue descrito por James Brackenridge Clemens en 1861.

## Especies
- Catastega aceriella Clemens, 1861
- Catastega adobe Brown, 1992
- Catastega marmoreana (Heinrich, 1923)
- Catastega nebula Brown, 1992
- Catastega plicata Brown, 1992
- Catastega spectra Brown, 1992
- Catastega strigatella Brown, 1992
- Catastega timidella Clemens, 1861
- Catastega triangulana Brown, 1992